# Панфилов, Валерьян Владимирович
Валерья́н Влади́мирович Панфи́лов (3 октября 1950, Куйбышев) — советский футболист, полузащитник. Мастер спорта СССР (с 1979 года).
На протяжении почти всей своей игровой карьеры выступал за команду «Крылья Советов» (Куйбышев). Рекордсмен клуба по количеству сыгранных матчей во всех лигах — 413.

## Карьера
Воспитанник куйбышевского футбола (тренер Александр Чистов). Валерьян Панфилов дебютировал в основном составе «Крыльев» в 18-летнем возрасте: 24 сентября 1969 года в Ташкенте в матче с «Пахтакором», на 70-й минуте заменив Геннадия Бобылева. В своем первом сезоне он провёл только три матча, выйдя ещё в стартовом составе дома против «Кайрата» из Алма-Аты и в Москве против «Локомотива». В том году команда из Куйбышева покидала высший дивизион, и её ожидала смена поколений. На стержневые позиции нового коллектива вместе с Валерьяном Панфиловым пришли Равиль Аряпов, Анатолий Блохин, Александр Куприянов, Геннадий Платонов, Анатолий Фетисов.
Любопытно, что в «Крылья» Валерьян первый раз был приглашен ещё в 1967 году. Он тогда только что окончил среднюю школу в Куйбышеве и играл за футбольный клуб «Локомотив», но тренеры «Крыльев» приметили Валерьяна Панфилова на поле в составе сборной города. Однако по воле родителей, желающих сыну получения высшего образования, Панфилов принял решение поступить в авиационный институт — начало его карьеры в футболе было ненадолго отложено. Будучи всё-таки принятым через два года в «Крылья», Панфилов учёбу не бросил, за что его в команде прозвали «Студентом».
В 5 чемпионатах (1972, 1974, 1975, 1976, 1978) он сыграл во всех матчах. Предпочитал игру по правому флангу, часто являясь зачинателем атак. О диспетчерских способностях Панфилова говорит тот факт, что почти половина из 105 голов лучшего бомбардира «Крыльев» Р. Аряпова забита с его передачи. Четкость и уверенность в действиях, хорошая техническая оснащенность делали его весьма заметной фигурой на поле. Свой первый гол Панфилов забил 7 июля 1970 года в Ярославле «Шиннику». Куйбышевцы увидели его первый гол 15 сентября того же года в матче с «Памиром» из Душанбе. Всего на счету Панфилова 49 голов в составе «Крыльев» в первенствах страны.
28 марта 1976 забил свой единственный гол в розыгрышах кубках СССР в ворота минского «Динамо» (3:1).
8 августа 1977 В.Панфилов забил один из голов в товарищеском матче против лейпцигского «Локомотива» (2:1), а 12 сентября два мяча в ворота мексиканского «Конгрессо-дель Трабахо» (8:0).
В 1979 году Валерьян был включен в состав сборной РСФСР и успешно выступил вместе с ней на Спартакиаде народов СССР за что удостоился звания мастера спорта. В составе сборной команды РСФСР участвовал в матче за 3-е место (УССР — РСФСР 2:1). В этой игре забил красивый гол ударом головой с правого угла штрафной площади.
После завершения сезона 1979 года он был отчислен из «Крыльев», и в следующем году играл в «Шиннике» из Ярославля. В 1981 году игрок вернулся в «Крылья», оказавшиеся уже во второй лиге. Последний матч в составе «Крыльев» Панфилов сыграл 23 октября 1982 года в Нижнем Тагиле против «Уральца».
После завершения игровой карьеры окончил педагогический институт, получив второе высшее образование. Занимался тренерской деятельностью. В 1985 году после отстранения в «Крыльях Советов» руководившего командой Г. А. Сарычева, исполнял обязанности старшего тренера. В 2002—2003 годах главный тренер футбольного клуба «Лада-СОК» (Димитровград), выступавшего во втором дивизионе России. Работал в детско-юношеских спортивных школах Самары, тренировал любительские коллективы города и Самарской области.
В 2004 году В.Панфилов стал соучредителем турнира по мини-футболу для младших школьников («Турнир по мини-футболу для младших школьников на призы мастера спорта СССР Валерьяна Панфилова»), проводимом в Самаре на базе школы № 12, выпускником которой он является.
Заслуженный работник физической культуры Самарской области.

## Клубная статистика
| Выступление      | Выступление      | Выступление      | Лига | Лига | Кубки | Кубки | Прочие | Прочие | Итого | Итого |
| Клуб             | Лига             | Сезон            | Игры | Голы | Игры  | Голы  | Игры   | Голы   | Игры  | Голы  |
| ---------------- | ---------------- | ---------------- | ---- | ---- | ----- | ----- | ------ | ------ | ----- | ----- |
| Крылья Советов   | 1 гр.«А» (Д1)    | 1969             | 3    | 0    | —     | —     | —      | —      | 3     | 0     |
| Крылья Советов   | 1 гр.«А» (Д2)    | 1970             | 39   | 2    | 2     | 0     | —      | —      | 41    | 2     |
| Крылья Советов   | первая (Д2)      | 1971             | 41   | 5    | 2     | 0     | —      | —      | 43    | 5     |
| Крылья Советов   | первая (Д2)      | 1972             | 38   | 5    | 3     | 0     | —      | —      | 41    | 5     |
| Крылья Советов   | первая (Д2)      | 1973             | 36   | 5    | 2     | 0     | 1      | 1      | 39    | 6     |
| Крылья Советов   | первая (Д2)      | 1974             | 38   | 8    | 3     | 0     | —      | —      | 41    | 8     |
| Крылья Советов   | первая (Д2)      | 1975             | 38   | 5    | 1     | 0     | —      | —      | 39    | 5     |
| Крылья Советов   | высшая (Д1)      | 1976 (в)         | 14   | 2    | 2     | 1     | —      | —      | 16    | 3     |
| Крылья Советов   | высшая (Д1)      | 1976 (о)         | 15   | 1    | —     | —     | —      | —      | 15    | 1     |
| Крылья Советов   | высшая (Д1)      | 1977             | 28   | 0    | 1     | 0     | 2      | 0      | 31    | 0     |
| Крылья Советов   | первая (Д2)      | 1978             | 38   | 5    | 1     | 0     | 2      | 3      | 41    | 8     |
| Крылья Советов   | высшая (Д1)      | 1979             | 32   | 3    | 6     | 0     | —      | —      | 38    | 3     |
| Крылья Советов   | вторая (Д3)      | 1981             | 26   | 5    | —     | —     | —      | —      | 26    | 5     |
| Крылья Советов   | вторая (Д3)      | 1982             | 27   | 3    | —     | —     | —      | —      | 27    | 3     |
| Крылья Советов   | Итого            | Итого            | 413  | 49   | 23    | 1     | 5      | 4      | 441   | 54    |
| Шинник           | первая (Д2)      | 1980             | 13   | 1    | 2     | 0     | —      | —      | 15    | 1     |
| Шинник           | Итого            | Итого            | 13   | 1    | 2     | 0     | —      | —      | 15    | 1     |
| Всего за карьеру | Всего за карьеру | Всего за карьеру | 426  | 50   | 25    | 1     | 5      | 4      | 456   | 55    |

- в высшем дивизионе (Д1) чемпионата СССР: 92 матча и 6 забитых мячей
- в первой дивизионе (Д2) чемпионата СССР: 281 матч и 36 забитых мячей
- во второй (Д3) лиге СССР: 53 матча и 8 забитых мячей
- в розыгрышах Кубка СССР: 25 матчей и 1 забитый мяч